# Wielebyt
Wielebyt – staropolskie imię męskie, zrekonstruowane na podstawie nazwy wsi Wielobycz, złożone z członów Wiele- („chcieć, kazać, radzić”) i -byt („być, istnieć, żyć” lub też „mienie, własność”).